# مينامي-كو (هيروشيما)
مينامي-كو هي مدينة تقع في محافظة هيروشيما، اليابان. تبلغ مساحة هذه المدينة 26.09 (كم²)، ويبلغ عدد سكانها 138,471 نسمة حسب إحصاء سنة 2012 م.

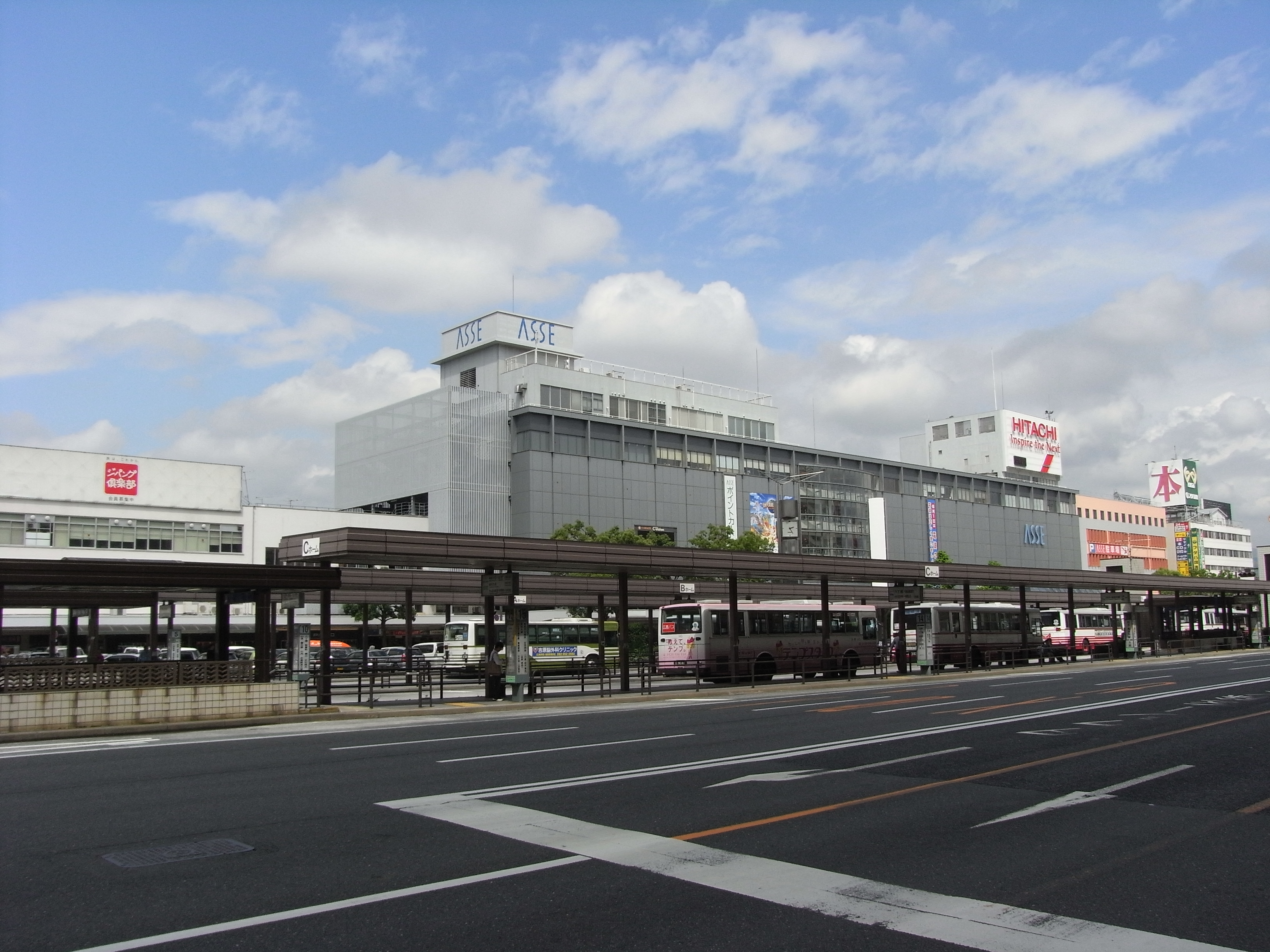
محطة هيروشيما

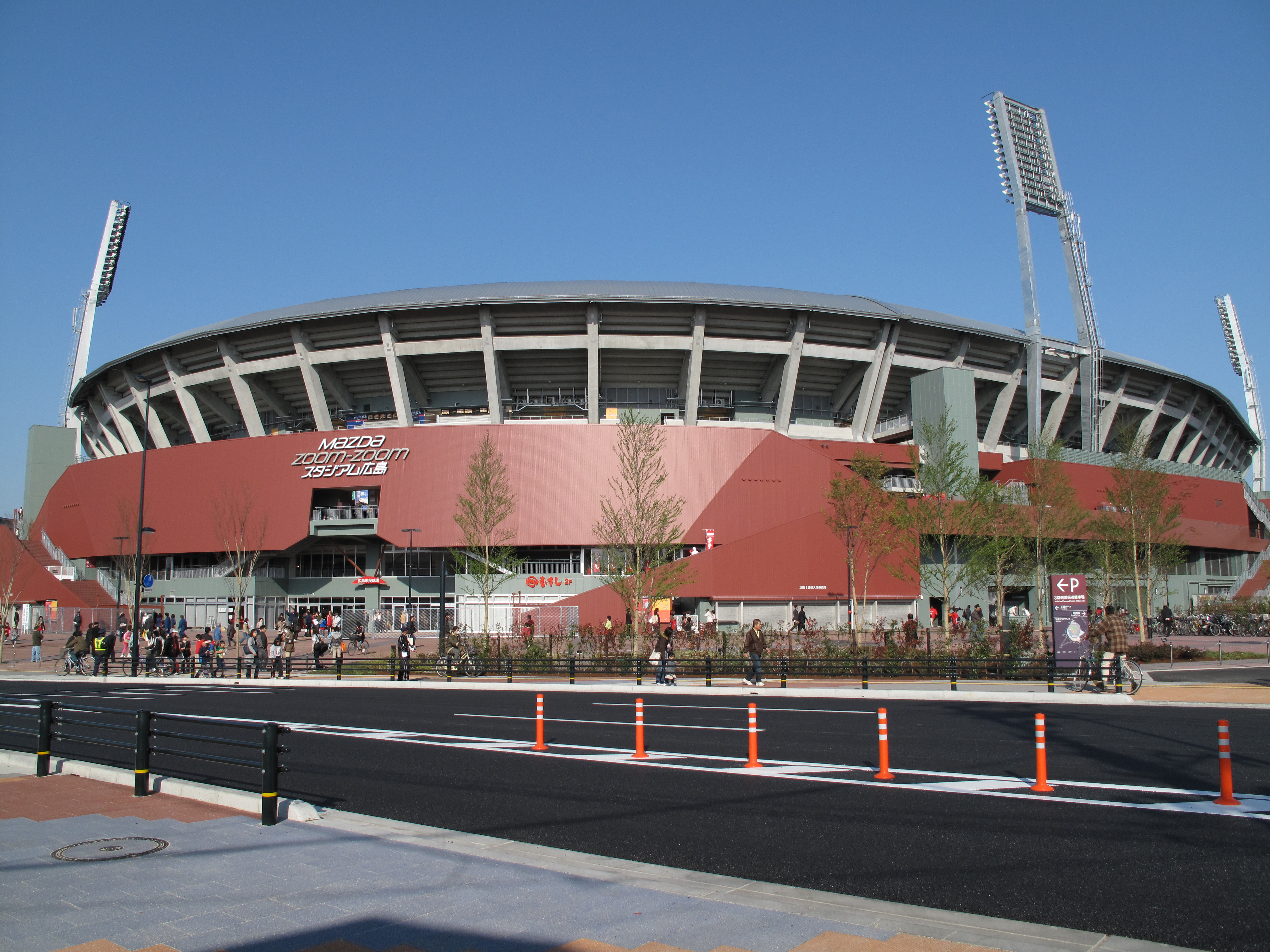
ملعب هيروشيما الجديد للبيسبول

## أعلام
- كينجي فوكوي
- هيرومو فوجي